# Procès de Rivonia

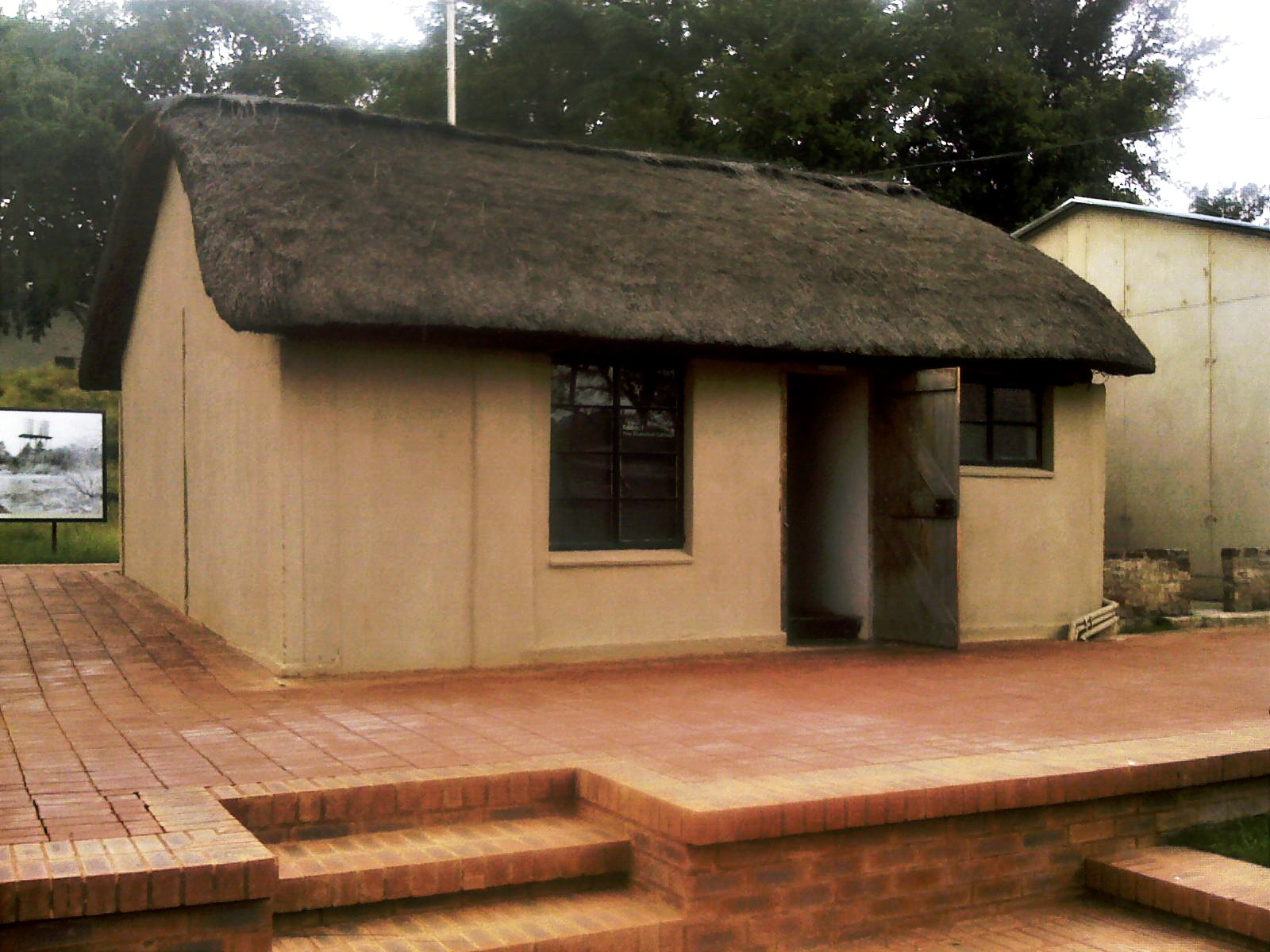
La chambre au toit de chaume de la ferme Liliesleaf, Rivonia, où plusieurs militants de l’ANC se réunissaient lorsque la police a fait une descente dans la ferme en 1963 (Winston Avenue, Rivonia, Johannesburg).

Le procès de Rivonia eut lieu entre octobre 1963 et juin 1964 en Afrique du Sud devant la haute cour du Transvaal. Il impliquait une dizaine de dirigeants d’Umkhonto we Sizwe, branche militaire du Congrès national africain (ANC), jugés pour 221 actes de sabotage. Ces dirigeants étaient Nelson Mandela, Walter Sisulu, Ahmed Kathrada, Govan Mbeki, Dennis Goldberg, Raymond Mhlaba, Lionel Bernstein, James Kantor, Elias Motsoaledi et Andrew Mlangeni. Les faits reprochés sont : sabotage, destruction de biens (tous deux passibles de la peine de mort), violation de la loi de 1954 (en) sur l’interdiction du communisme. Le 12 juin 1964, Mandela, Sisulu, Mbeki, Motsoaledi, Mlangeni, et Goldberg sont finalement reconnus coupables et condamnés à la prison à vie.

## Origines
Le procès qui eut lieu à Pretoria tient son nom de Rivonia, une commune de la banlieue de Johannesburg, où le 11 juillet 1963, 19 dirigeants de l'ANC avaient été arrêtés. La ferme de Liliesleaf était utilisée comme un repaire de l'African National Congress. Le groupe de Liliesleaf avait été infiltré par la police de sécurité. Au signal d'un agent infiltré, Gerard Ludi, la police avait pris d'assaut la ferme et arrêté ses occupants. Ce fut le premier grand succès de Hendrik van der Bergh, le chef de la police de sécurité nommé à ce poste en 1961 et de Johann Coetzee, considéré plus tard comme l'un des plus efficaces officiers des services de sécurité du pays.
Nelson Mandela, arrêté un peu plus tôt en 1962, s'était caché dans le passé dans la ferme de Liliesleafen se faisant passer pour le jardinier. Mandela avait été arrêté avec l'aide de la Central Intelligence Agency (CIA) qui a renseigné la police sur la cachette et le déguisement de Mandela en chauffeur de voiture,. Mandela est en effet considéré par ces organisations comme terroriste et communiste dans le contexte de guerre froide où « l’idéologie de l’apartheid s’affichait comme ligne de défense de l’Occident » en Afrique australe. Ainsi le gouvernement sud-africain est-il parvenu à souligner auprès de ses partenaires occidentaux le rôle stratégique de pôle économique et politique du pays pour le monde capitaliste développé de l'hémisphère nord (Amérique, Europe et Japon) et souligner la fatalité de la dépendance de ces mêmes puissances envers les minerais (or, platine, chrome, manganèse, uranium, antimoine, diamant...) dont elle est un des principaux producteurs mondiaux pour le monde libre. Dans la même veine, elle insiste sur sa situation géostratégique et sa fonction militaire en tant que « gardienne de la route maritime du Cap » et de sentinelle de l'occident contre la « subversion soviétique » en Afrique australe,.

### Personnes arrêtées à Rivonia
- Walter Sisulu
- Denis Goldberg, un ingénieur du Cap et de chef de file du Congrès des démocrates.
- Govan Mbeki
- Ahmed « Kathy » Kathrada (alias Pedro, accusé n° 5)
- Lionel Bernstein, architecte et membre du parti communiste
- Raymond Mhlaba
- Elias Motsoaledi,
- Billy Nair
- Andrew Mlangeni (accusé n° 10)
- Bob Hepple
- Arthur Goldreich
- Harold Wolpe,
- James Kantor, beau-frère de Harold Wolpe

Goldberg, Bernstein, Hepple, Wolpe et Goldreich étaient des Juifs blancs. Kathrada et Nair sont des Indiens, et Sisulu, Mbeki, Motsoaledi et Mhlaba sont Xhosas.

## Détention et mise en accusation
Le procès est l'occasion pour le gouvernement de poursuivre judiciairement les dirigeants de l'ANC interdite. Nelson Mandela, qui purgeait déjà une peine de prison de cinq ans pour avoir incité des travailleurs à faire grève et pour avoir quitté le pays illégalement, est aussi inculpé.
Durant leur détention en attente du procès, Goldreich et Wolpe parviennent à s'enfuir.
L'avocat afrikaner Bram Fischer fait partie de l'équipe de la défense qui représente les accusés ainsi que Harry Schwarz, chef de l'opposition parlementaire au Transvaal Provincial Council, Joel Joffe, Arthur Chaskalson, George Bizos et Harold Hanson. À la fin du mois d'octobre, Bob Hepple accepte de témoigner pour l'accusation puis quitte le pays.
Le juge qui préside le procès est Quartus de Wet, le juge-président du Transvaal lui aussi afrikaner et issu d'une famille prestigieuse. Le procureur en chef est le docteur Percy Yutar, le procureur général adjoint du Transvaal, un juif sud-africain très vindicatif et très blessé de voir de nombreux membres de sa communauté parmi les inculpés ou d'être liés à des organisations communistes.

## Procès et verdict
Le procès débute le 26 novembre 1963. Le premier acte d'accusation est d'abord révoqué et ce n'est que le 3 décembre que l'acte d'accusation élargi est dressé. Chacun des dix accusés plaide non coupable. Ils sont accusés : 
- de complot visant à commettre des actes de sabotages et de destruction à l'aide d'unités militaires étrangères ;
- de recrutement de personnes pour la formation, la préparation et l'utilisation des explosifs, pour la guérilla dans le but de fomenter une révolution violente et commettre des actes de sabotage ;
- d'agir par ces moyens en vue d'établir un régime communiste ;
- de solliciter et de recevoir de l'argent à ces fins par des sympathisants vivants en Algérie, Éthiopie, Libéria, Nigeria, Tunisie et d'ailleurs.

Durant la lecture de l'acte d'accusation, le procureur Percy Yutar énonce que les « besoins de production » du groupe mentionnent 210 000 grenades, 144 tonnes de nitrate d'ammonium et 15 tonnes de poudre noire, ce qui pouvait suffire à faire sauter une ville de la taille de Johannesburg.
Parmi les actes de sabotages sont notamment mentionnées un cas d'explosion provoquée de pylônes électriques près de Putfontein le 7 octobre 1962 (cas n°45), trois cas de voies ferrées déboulonnées dans un virage sur une voie empruntée par des trains de passagers, une bombe artisanale placée à côté du bureau de poste de Fordsburg à 22h (cas n°20).
Les documents saisis, appuyés de 200 témoins, mettent en évidence notamment l'existence d'un plan d'invasion armée comprenant 3 000 hommes et 7 000 membres d'Umkhoto, la désignation de cibles précises et l'établissement du siège d'un gouvernement provisoire dans un état voisin. Lors du procès, James Kantor est mis sur la sellette par Yutar, il est l'objet de railleries et de nombreuses tentatives pour le présenter comme un rouage essentiel de Umkhoto avant que le juge Quartus de Wet désavoue le procureur en demandant à l'accusé de ne plus répondre. Kantor sera finalement lavé des accusations.
À l'origine, les accusés sont passibles de la peine de mort. Les avocats de la défense font cependant valoir que les accusés défendent une lutte pour leurs droits similaire au combat des Boers contre les Britanniques au XIXe siècle et citent une jurisprudence modérée même dans les cas de trahison. Le 20 avril 1964, depuis le banc des accusés, Nelson Mandela saisit l'occasion qui lui est faite par le procès de faire une déclaration pour faire connaître à un vaste public les motivations et objectifs des actions de l’ANC et d’Umkhonto We Sizwe. Il termine en déclarant : « Toute ma vie je me suis consacré à la lutte pour le peuple africain. J'ai combattu contre la domination blanche et j'ai combattu contre la domination noire. J'ai chéri l'idéal d'une société libre et démocratique dans laquelle toutes les personnes vivraient ensemble en harmonie et avec les mêmes opportunités. C'est un idéal pour lequel j'espère vivre et agir. Mais, si besoin est, c'est un idéal pour lequel je suis prêt à mourir. » 
Deux jours avant le jugement, les Nations unies appellent le gouvernement sud-africain à ajourner le procès et à remettre les accusés en liberté.
Le 12 juin 1964, Mandela, Sisulu, Mbeki, Motsoaledi, Mlangeni, et Goldberg sont finalement reconnus coupables de quatre chefs d'accusation et condamnés à la prison à vie alors que Bernstein est déclaré non coupable. Le juge de Wet n'avait pas voulu être considéré comme un « tueur » aux yeux des Noirs d'Afrique du Sud, mais il avait prononcé des peines très sévères pour certains des compagnons de Mandela, tels que Kathrada, Motsoaledi et Mlangeni. Pour le procureur Percy Yutar, le fait d'avoir plaidé sur l'accusation de sabotage et non sur le droit commun de haute trahison avait permis à Mandela et ses compagnons d'éviter la potence même si les deux accusations pouvaient théoriquement être sanctionnées par la peine capitale.
Pour sa part, Sir de Villiers Graaff, le chef de l'opposition parlementaire, déclare regretter que Mandela et ses compagnons n'aient pas été poursuivis pour haute trahison afin que le monde puisse mieux comprendre le verdict prononcé.
Denis Goldberg est envoyé à la prison centrale de Pretoria tandis que les autres condamnés sont envoyés à Robben Island.
En juillet, en réaction à ces condamnations, John Harris, un activiste du mouvement de résistance africaine (ARM) fait sauter une bombe à la gare de Johannesburg tuant une femme et blessant une douzaine d'autres personnes. Il est arrêté, jugé, condamné à mort et pendu. À la fin de l'année 1964, la résistance violente et non violente à l'apartheid est écrasée, ses dirigeants en prison ou en exil.

## Sources
- Illustrated History of South Africa, Reader's Digest, 2d Ed. 1995, Le Cap, p 413-415